# Pie (jeroglífico)
| D58 |

| D58 |

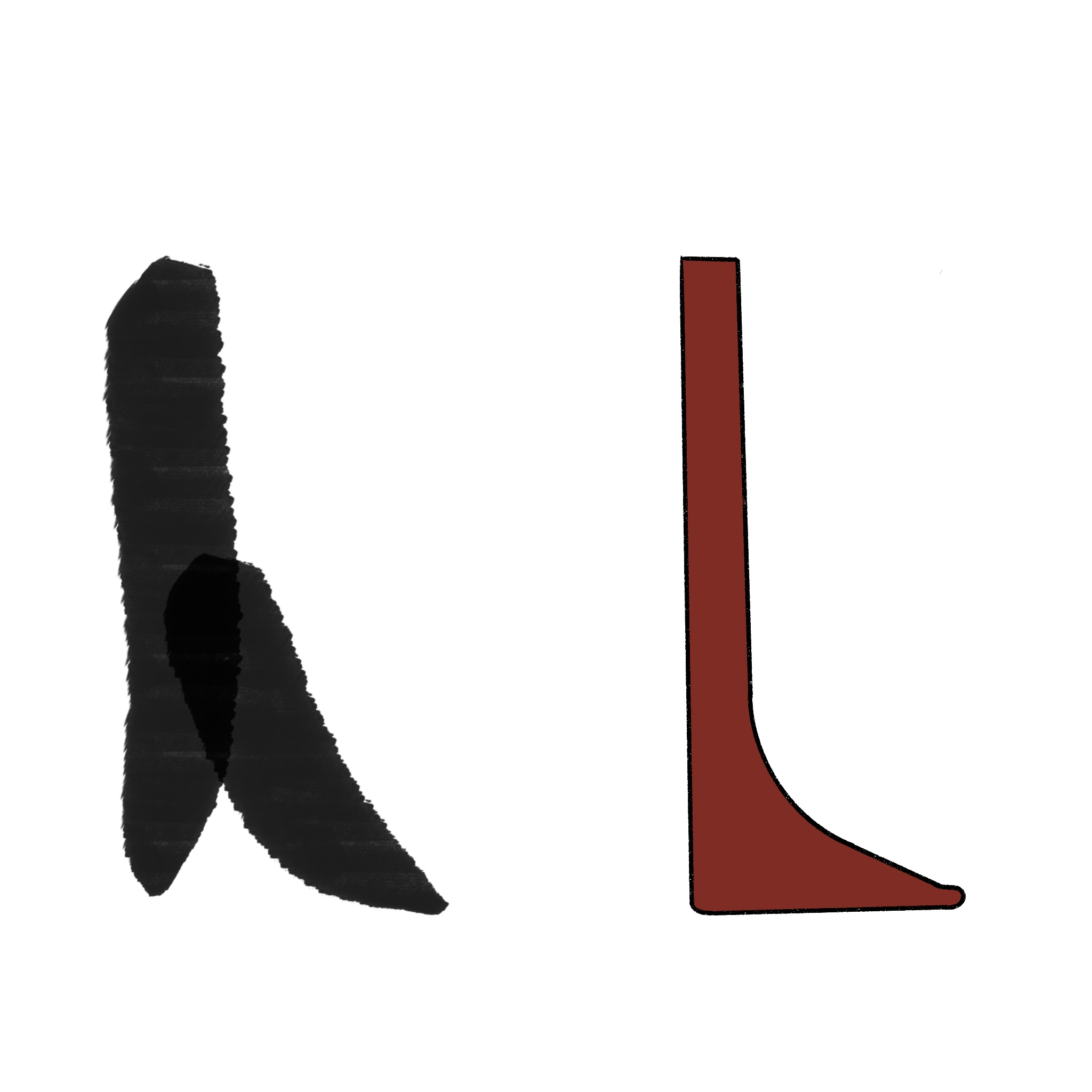
Muestras de pies

En el Antiguo Egipto, el jeroglífico de un pie es una representación gráfica de dicho pie del cuerpo humano. Los antiguos egipcios utilizaron el jeroglífico de un pie como sonido consonante b.

## Las 24 «letras» del alfabeto
Los 24 jeroglíficos utilizados como sonidos consonantes (unilíteros) en la antigua escritura egipcia (incluyendo sonidos duplicados ~ 32).
| G1 |

| G1 |

| M17 |

| M17 |

| M17 | M17 |

| M17 | M17 |

| D36 |

| D36 |

| G43 |

| G43 |

| b |

| b |

| p |

| p |

| f |

| f |

| G17 |

| G17 |

| N35 |

| N35 |

| D21 |

| D21 |

| h |

| h |

| H |

| H |

| Aa1 |

| Aa1 |

| F32 |

| F32 |

| O34 |

| O34 |

| N37 |

| N37 |

| N29 |

| N29 |

| k |

| k |

| g |

| g |

| t |

| t |

| V13 |

| V13 |

| d |

| d |

| I10 |

| I10 |